# Babe Ruth Bows Out

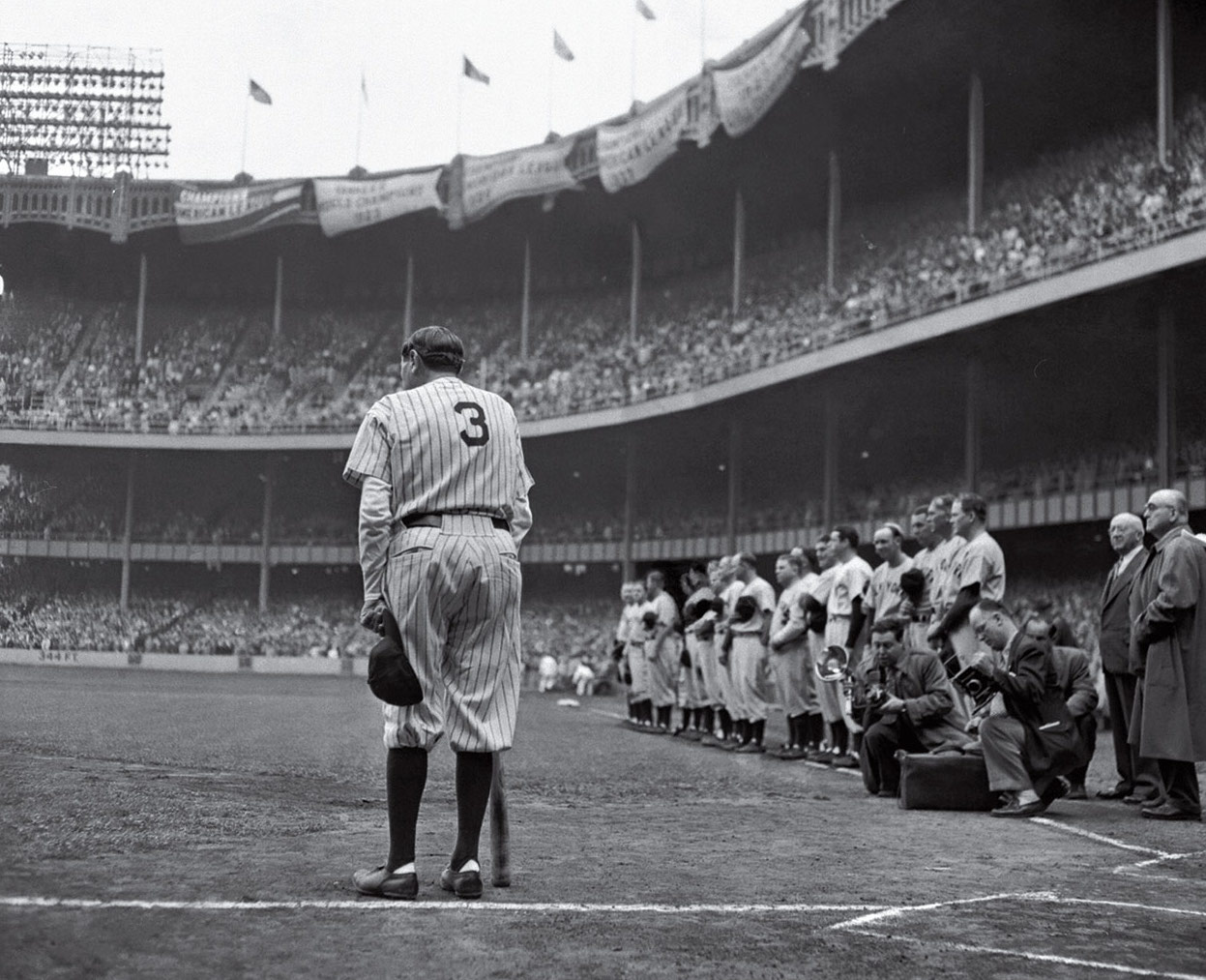
Babe Ruth Bows Out (1948).

Babe Ruth Bows Out («Babe Ruth se retira»), también conocida como The Babe Bows Out, es una fotografía de 1948 del jugador de béisbol de las Grandes Ligas de Béisbol Babe Ruth. La imagen fue capturada por el fotógrafo del New York Herald Tribune, Nathaniel Fein, en el Yankee Stadium en el distrito de El Bronx de Nueva York. La imagen ganó el Premio Pulitzer de Fotografía de 1949.
Ruth fue fotografiada de espaldas a la cámara: estaba enfermo en ese momento y se apoyaba en un bate de béisbol como apoyo. Los New York Yankees honraron a Ruth al retirar su número de camiseta. La imagen no mostraba el rostro de Ruth; en cambio, mostró su fragilidad por su batalla contra el cáncer de garganta y su camiseta número 3.

## Antecedentes
El 13 de junio de 1948, el jugador de béisbol Babe Ruth estaba en el Yankee Stadium para su última aparición. Ruth había jugado por última vez para los Yankees el 30 de septiembre de 1934. A menudo se hacía referencia al Yankee Stadium como «La casa que construyó Ruth». Cuando Ruth salió del dugout, una banda estaba presente y tocó la canción «Auld Lang Syne». Uno de los fotógrafos deportivos del New York Herald Tribune iba a asistir a la ceremonia llamó por teléfono para informar que estaba enfermo, por lo que esa mañana le dijeron a Nathaniel Fein que tendría que cubrir el evento. Fein normalmente capturaba imágenes de interés humano y sólo ocasionalmente fotografiaba eventos deportivos.
Muchos fotógrafos de otras agencias de noticias estaban presentes, pero Fein se alejó de los demás y se posicionó detrás de Ruth para capturar su camiseta número 3, que el equipo retiraba. Aunque el día estaba nublado, Fein tomó la foto sin flash. Abrió la apertura de su cámara a 5,6 y fijó la velocidad de obturación en 1/25. El editor de deportes del Tribune, Arthur Glass, seleccionó la imagen de las fotografías que Fein tomó ese día. Se publicó por primera vez el 14 de junio de 1948 en el New York Herald Tribune.

## Descripción

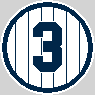
El número 3 retirado de Ruth.

Había 49 641 fanáticos en el Yankee Stadium para ver la ceremonia de retiro del número de Babe Ruth el 13 de junio de 1948. Ruth no parecía estar sana en la ceremonia de jubilación. Salió del dugout usando su bate de béisbol como bastón y se quedó solo en el campo justo frente al campo de béisbol. Agitó su gorra y luego Ruth habló por un micrófono y dijo: «Esto me hace sentir orgulloso. Me hace sentir bien». La imagen capturada por Fein mostraba a Ruth de espaldas mientras él daba un paso adelante. Babe Ruth había estado enfermo. Sus piernas parecían delgadas mientras estaba frente a la multitud y se apoyaba en un bate de béisbol. Fein logró captar la fragilidad de Babe Ruth. En la imagen, Ruth está enfocado y, aunque está rodeado de elementos que el espectador puede reconocer, esas otras cosas no distraen la atención de Ruth.
Fein dijo: «Vi a Ruth parada allí con su uniforme número tres, el número que sería retirado, y supe que ese era el disparo». El ángulo de la imagen captó la debilidad de Ruth al revelar la inclinación de su espalda. Fein dijo sobre la composición de la imagen: «No era necesario ver el rostro de Babe para reconocerlo. Reconocerías su gran corpulencia y sus delgadas piernas en cualquier lugar». Ruth había jugado por última vez en la liga en 1935 para los Boston Braves.

## Recepción
La imagen ganó el Premio Pulitzer de Fotografía de 1949. Fue la primera fotografía relacionada con el deporte en ganar un premio Pulitzer. Un fotógrafo de Associated Press había capturado una imagen que era casi igual a la de Fein, pero la imagen nunca fue enviada al jurado del Pulitzer.
La imagen está en Cooperstown, Nueva York, en el Museo y Salón de la Fama Nacional del Béisbol. También se exhibió en la Instituto Smithsoniano. Fein envió una copia de la imagen a Babe Ruth pidiéndole que la autografiara, pero Ruth no respondió. Dos meses después de que se tomara la imagen, Ruth murió de cáncer de garganta.